# Aphanopus capricornis
Aphanopus capricornis är en fiskart som beskrevs av Parin, 1994. Aphanopus capricornis ingår i släktet Aphanopus och familjen Trichiuridae. Inga underarter finns listade i Catalogue of Life.